# 名古屋市交通局BLC形電車

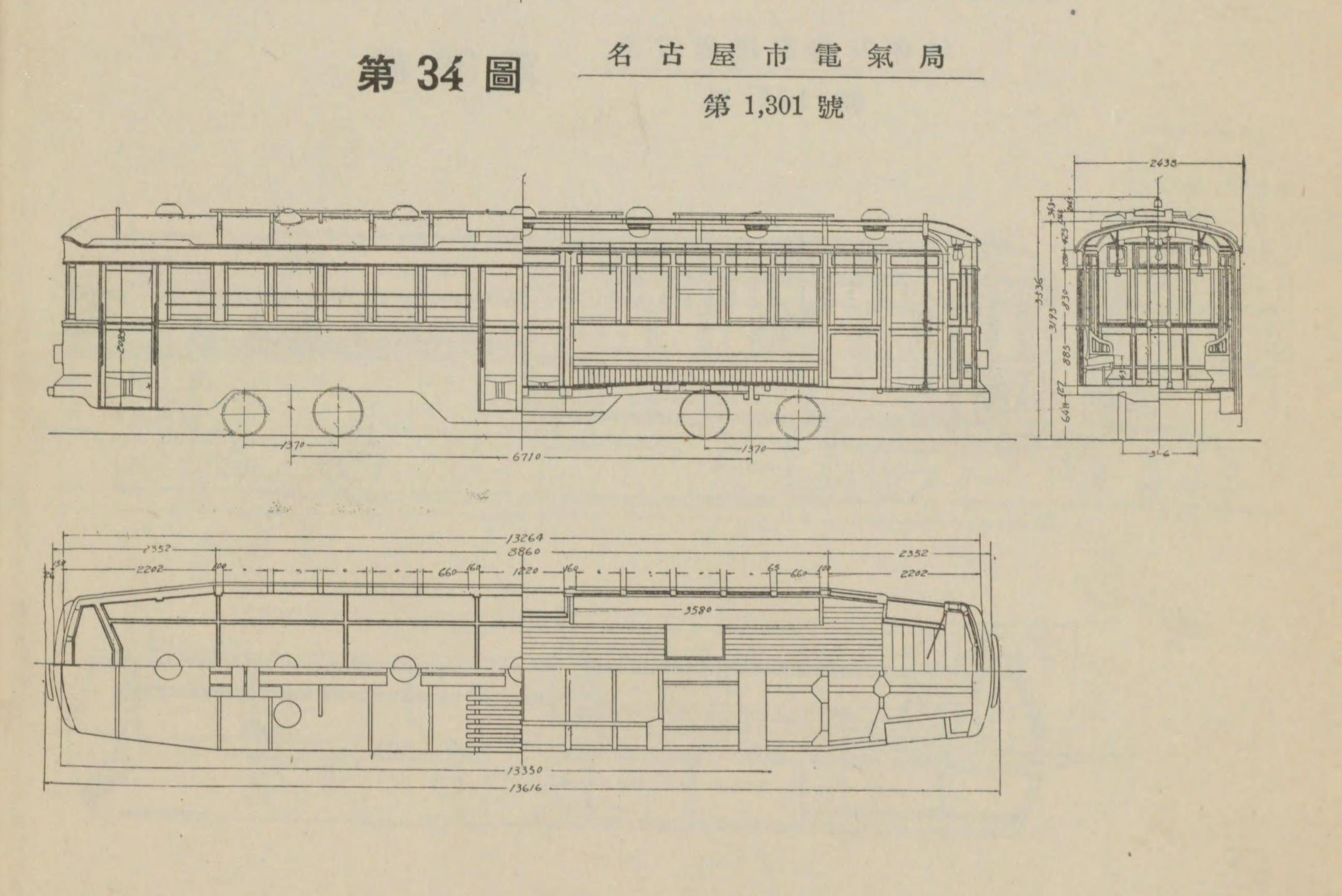
名古屋市電気局 1301号 型式図

名古屋市交通局BLC形電車は、かつて名古屋市交通局が保有していた路面電車車両である。後に1300形と改称された。
形式の「BLC」とは、Bogie Low-floor C typeの略である。

## 概要
BLA形こと1200形の成功に自信を得て計画された半鋼製低床ボギー車で、1200形の改良・大型版である。1929年7月に田中車輌で16両が製造された。14.03mの全長・17.88tの自重は名古屋市電ボギー車中最大で、外板の厚さは3mm近くあり、頑丈そのものである。
1200形同様、溶接技術の進んでいなかった時代に製造された車両のため、半鋼製の車体はリベットだらけで、重厚長大な印象を与える外観を持つ。車端部は曲線通過時の関係から絞られているが、1200形ほど細面な印象はない。側面窓配置はD6D6Dの3扉車で、両端扉は片開き1枚扉、中央扉は両開き2枚扉となっていた。前面は3枚窓で、車体が絞られている関係から、左右の窓幅は中央窓の2/3程度しかない。中央窓上に方向幕を設け、窓下に前灯と車番を取り付けていた。集電装置は、竣工時はトロリーポールを前後各1基装備していたが、戦後ビューゲルに改造された。直接制御方式で、足回りは50PSモーターを2基装備し、ブリル39E2類似のコピー台車を履いていた。
竣工当時はその大きさゆえに、使用路線が限定されていたようだが、大型の車体は輸送力の向上に威力を発揮した。戦争による被災車はなかった。

## 運用
戦時中は連接車の2600形・3000形と共に、大型車の輸送力を活かして、工員輸送に活躍した。
戦後は全車高辻車庫に配置され、同車庫が担当する東郊線の系統を中心に運用され、中心部（名古屋駅前）にも顔を出していた。収容力の大きさから、特にラッシュ時には重宝されていたが、高性能車の充実や路線縮小に伴い、晩年の運用はラッシュ時のみに狭められていた。ワンマン化改造の対象からも外れたため、1969年から1971年にかけて、全車が廃車された。

## 保存車・譲渡車
1970年7月15日に開設された「名古屋市電展示場」（地下鉄東山線・藤が丘工場正面脇）に、ラストナンバーの1316が保存されたが、屋外展示のために老朽化が進み、展示場が1979年3月末をもって閉鎖された際に解体された。
また本形式は他都市・他社への譲渡はなかった。

## 車両諸元
- 車長：14030mm
- 車高：3538mm
- 車幅：2438mm
- 定員：90名
- 自重：17.88t
- 台車：ブリル39E2型の類似コピー品
- 電動機：50PS（36.8kW）×2
- 製造：田中車輌